# Anomala fausta
Anomala fausta är en skalbaggsart som beskrevs av Ohaus 1919. Anomala fausta ingår i släktet Anomala och familjen Rutelidae. Inga underarter finns listade i Catalogue of Life.